# Amable Tastu
Amable Tastu, nata Sabine Casimire Amable Voïart (Metz, 30 agosto 1795 – Palaiseau, 10 gennaio 1885), è stata una poetessa, scrittrice e librettista francese.

## Biografia
Amable Tastu nacque a Metz, nel nord-est della Francia, da Jacques-Philippe Voïart, un borghese che si occupava di amministrare le provviste per l'esercito e da Jeanne-Amable Bouchotte, sorella del ministro della guerra Jean Baptiste Bouchotte. Quattro anni dopo la morte di sua madre nel 1802, suo padre sposò Anne-Élisabeth-Élise Petitpain (che divenne nota come Élise Voïart), una donna di lettere di Nancy, di 30 anni più giovane di lui, che condivise con la giovane Amable la sua conoscenza dell'inglese, del tedesco e dell'italiano.
Nel 1816 Amable sposò Joseph Tastu, uno studioso e tipografo di Perpignan, col quale ebbe un figlio.
Dopo che una delle prime poesie, Le Narcisse (Il Narciso), fu pubblicata nel 1816 dalla rivista Mercure de France, il suo lavoro fu notato da Adélaïde Dufrénoy che ne divenne mecenate e con la quale sviluppò una stretta amicizia frequentando il suo salotto letterario. Tra gli altri, frequentò il salotto di Juliette Récamier e il Cénacle presieduto da Charles Nodier. Fu tre volte premiata dall'Accademia dei Giochi floreali di Tolosa tra il 1821 e il 1823. Nel 1825 entrò all'Accademia Nazionale di Metz. La sua prima raccolta poetica, Premières poésies, fu pubblicata nel 1826 e molto apprezzata dalla critica. La sua poesia L'Ange gardien che sviluppa il tema del conflitto tra la vocazione all'arte e la vita femminile, fu elogiata per la sua delicatezza dal critico letterario Sainte-Beuve.
Ma nel 1830 il fallimento dell'attività di stampa del marito spinse Amable Tastu a sostenere economicamente la sua famiglia lavorando alla scrittura di antologie e opere didattiche, tra le quali Éducation maternelle (1835), Le livre des enfants (1837), Lectures pour les jeunes filles (voll. 2, 1840-41) che ebbero un buon successo, testimoniato dalle numerose riedizioni.
Nel 1840 il suo Elogio di Madame de Sévigné le valse il premio dell'eloquenza dell'Accademia di Francia, vinto prima di lei solo da un'altra donna, Madeleine de Scudéry.
Tra le sue opere vi sono alcune critiche letterarie, comprese guide alla letteratura italiana e tedesca: rispettivamente Tableau de la littérature italienne e Tableau de la littérature allemande (1843). Fu anche autrice di libretti per musicisti, tra cui Camille Saint-Saëns Viene ricordata anche per aver tradotto l' Orlando furioso di Ludovico Ariosto.
Nel 1846 pubblicò un diario di viaggio intitolato Voyage en France, in cui un uomo racconta ai propri figli ogni sera le meraviglie delle città francesi visitate in gioventù. L'opera ebbe grande successo e fu oggetto di numerose riedizioni.
Dopo la morte del marito nel 1849, Amable Tastu accompagnò suo figlio in missioni diplomatiche in varie sedi in Oriente e tornò in Francia, con gravi problemi alla vista, solo nel 1864.
Morì il 10 gennaio 1885 a Palaiseau in Francia.

## Opere
- La Chevalerie française, Ambroise Tardieu, Paris, 1821
- Ode sur la mort de madame Dufrénoy, Joseph Tastu, Paris, 1825
- Poésies, Joseph Tastu, Paris, 1826[7]
- Chroniques de France, Paris, Delangle Frères, 1829
- Soirées littéraires de Paris, Janet, Paris, 1832
- Poésies nouvelles, Paris, Denain et Delamare, 1835
- Œuvres de Madame Tastu, in 2 volumes. Brussels, E. Laurent, 1835
- Prose, J. Jamar, Brussels, 1836[8]
- Cours d’histoire de France. Lectures tirées des chroniques et des mémoires, avec un précis de l’histoire de France, Lavigne, Paris, 1837
- Chroniques de France, Didier, Paris, 1838
- Alpes et Pyrénées ; arabesques littéraires. Composées de nouvelles historiques, anecdotes, descriptions, chroniques et récits divers, P.-C. Lehuby, Paris, 1842
- Tableau de la littérature allemande depuis l’établissement du christianisme jusqu’à nos jours, Alfred Mame, Tours, 1843
- Les femmes célèbres, contemporaines françaises. Le Bailly, libraire, Paris, 1843[9]
- La Normandie historique, pittoresque et monumentale, P.-C. Lehuby, Paris, 1845
- Voyage en France, Alfred Mame et cie, Tours, 1846[10]
- Éducation maternelle : simples leçons d’une mère à ses enfants, Didier, Paris, 1848
- Poésies complètes, Didier, Paris, 1858
- Tableau de la littérature italienne depuis l’établissement du christianisme jusqu’à nos jours, Alfred Mame, Tours, 1870